# Paleis van Valsaín

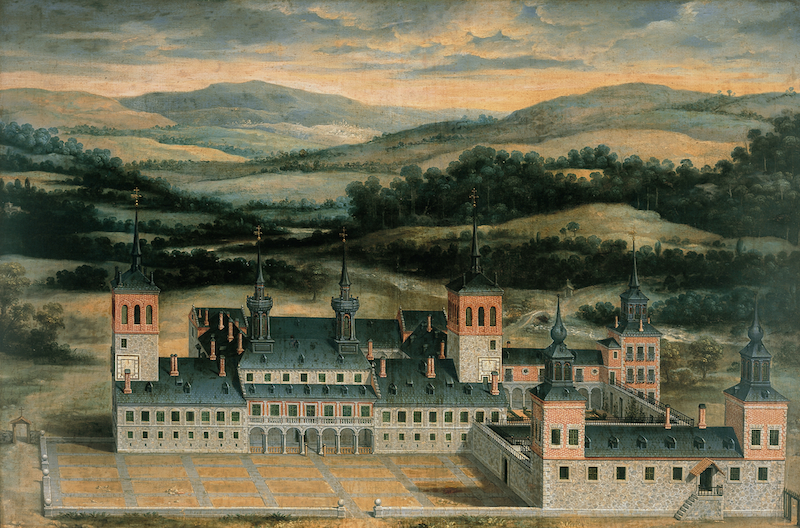
Het paleis rond 1633 door Félix Castello

Het Paleis van Valsaín (Spaans: Palacio de Valsaín) is een voormalig koninklijk paleis in Spanje. Het paleis lag ten noorden van de Sierra de Guadarrama in Valsaín in de gemeente Real Sitio de San Ildefonso (provincie Segovia in Castilië en León).
Oorspronkelijk was het een jachtpaviljoen voor het huis Trastámara dat de naam Casa del Bosque droeg. Filips II van Spanje liet er tussen 1552 en 1556 een paleis met Vlaamse invloeden bouwen naar plannen van architect Gaspar de Vega. Van hieruit schreef Filips II zijn brieven uit het bos van Segovia aan Margaretha van Parma. In 1682 werd het paleis geteisterd door brand. Het werd (ook omdat er in de 18de eeuw een nieuw paleis werd gebouwd in La Granja de San Ildefonso) nooit hersteld. Er blijven enkel ruïnes over van het paleis van Valsaín.

## Afbeeldingen

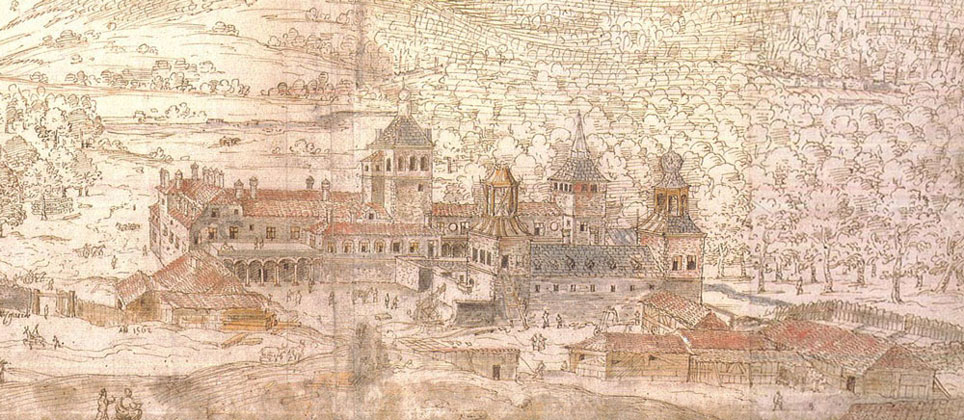
Tekening van het paleis door Anton van der Wyngaerde in 1562
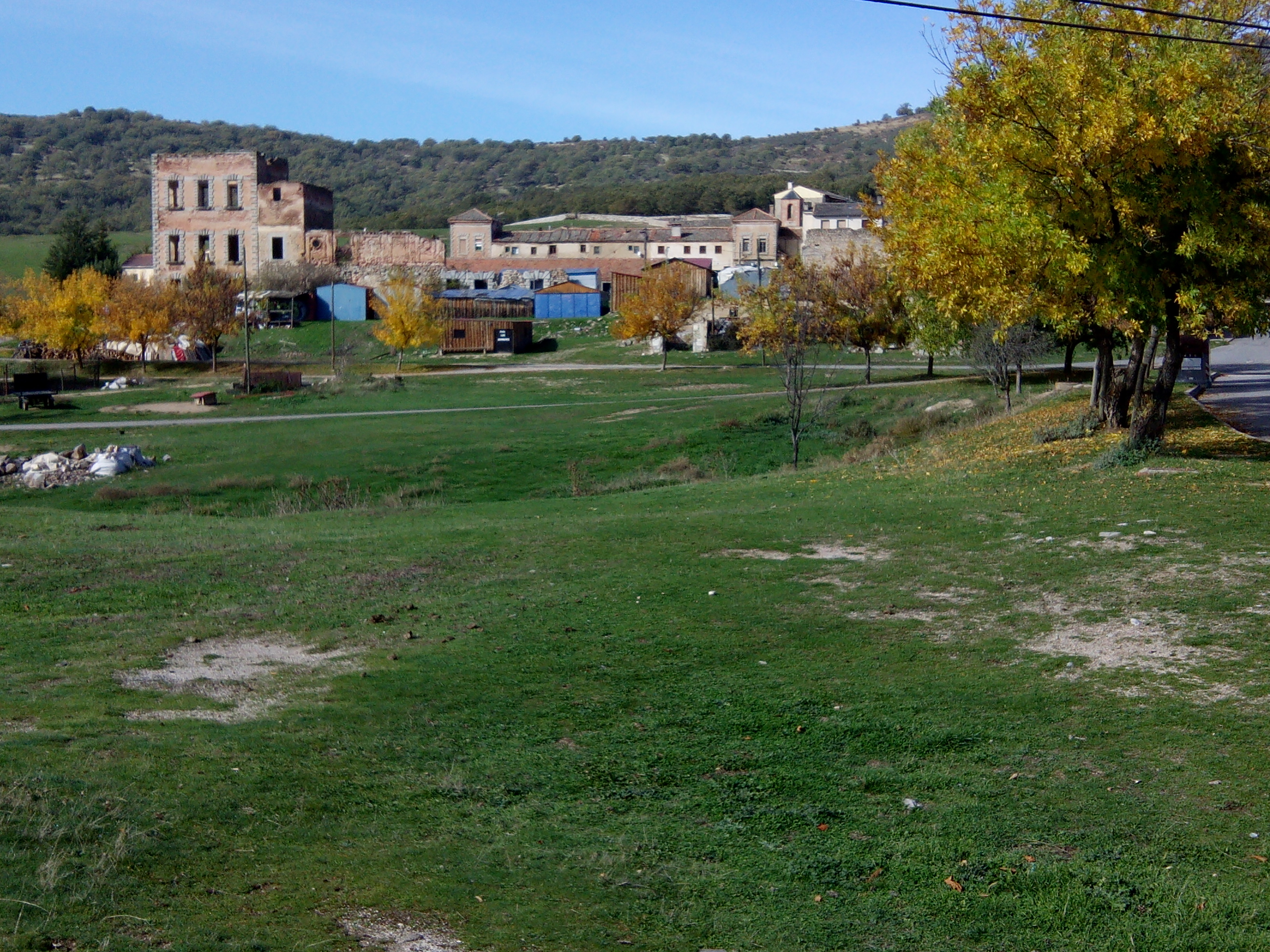
Valsaín, met de overblijfselen van het paleis
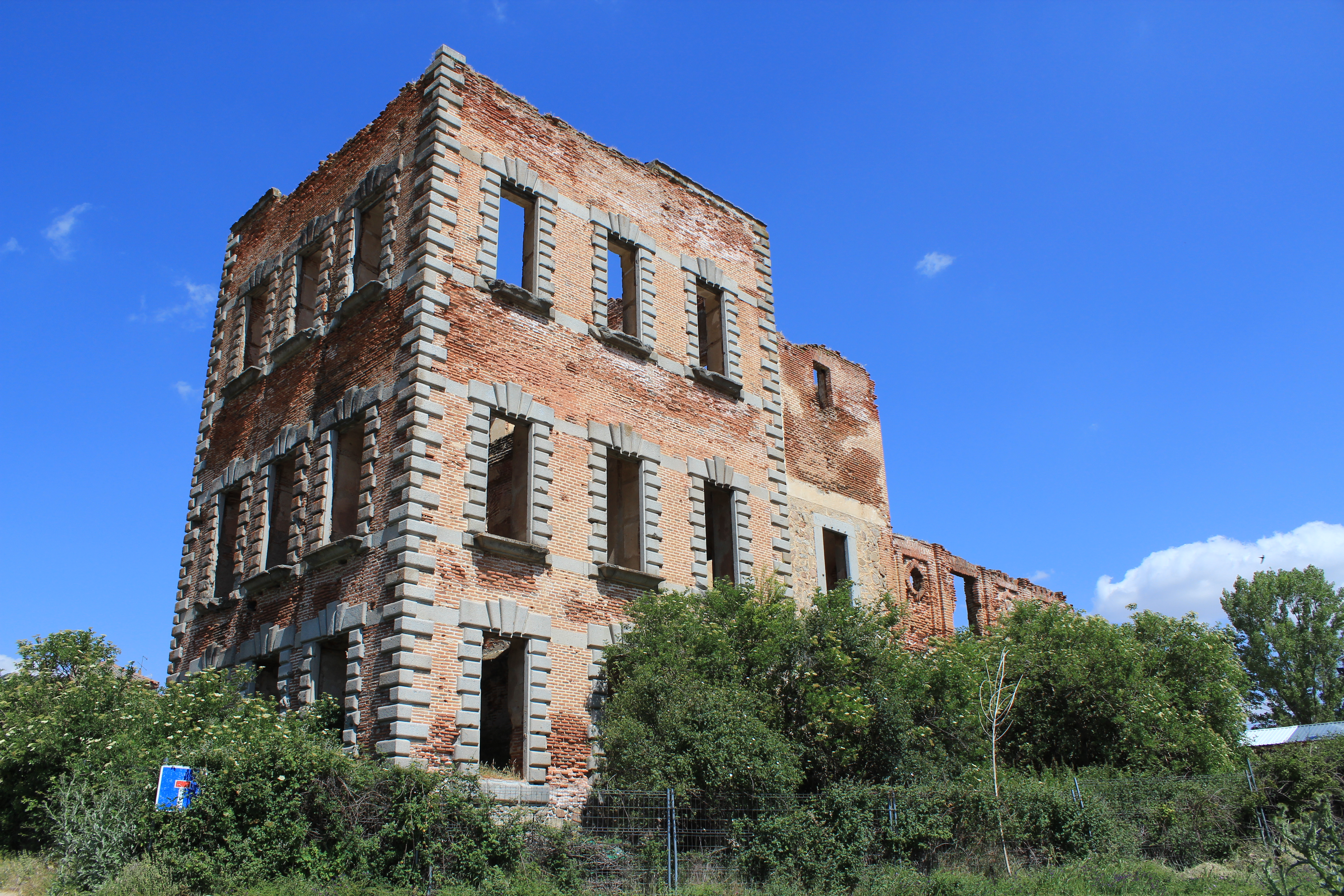
Ruïnes van het paleis
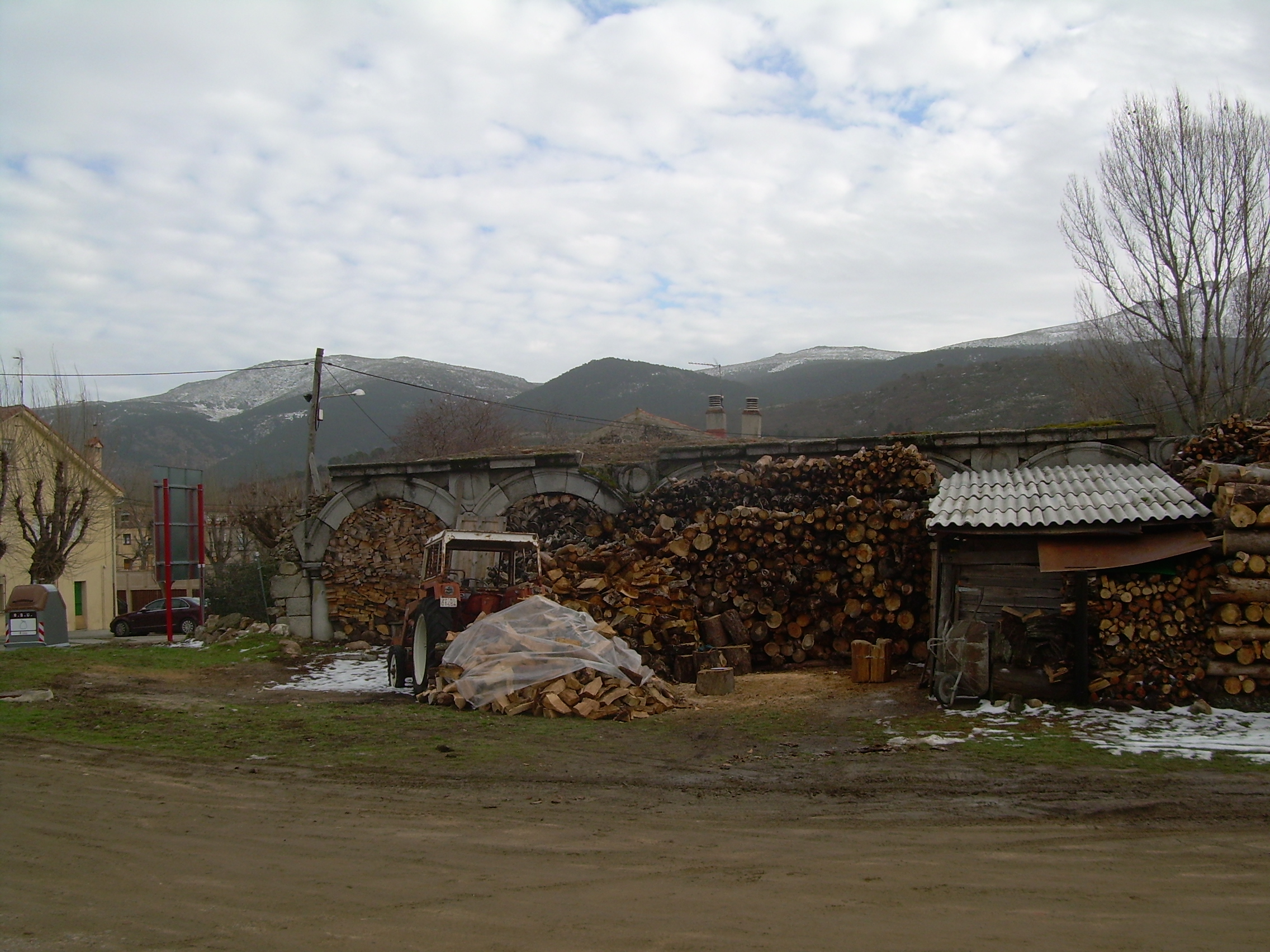
Ruïnes van de gaanderij